# دوکوک‌تاش (خیزان)
دوکوک‌تاش (به ترکی استانبولی: Döküktaş، به ارمنی: Օվ) یک منطقهٔ مسکونی در ترکیه است که در خیزان واقع شده‌است. دوکوک‌تاش ۹۹۷ نفر جمعیت دارد.